# Antonella Cilento
Antonella Cilento (Napoli, 18 novembre 1970) è una scrittrice, drammaturga e insegnante italiana.

## Biografia
Antonella Cilento svolge attività di autrice di romanzi e opere teatrali, è insegnante letteraria e collabora saltuariamente (attraverso articoli di presentazione o critica di pubblicazioni) con Il Mattino, Corriere della Sera, L'Indice dei libri del mese e Grazia. Ha collaborato inoltre con Rai Radio 3 proponendo propri racconti via radio, tra cui Napoli sul mare luccica e Scisciano Paradise.
Ha esordito nel 1997, venendo segnalata al Premio Calvino con il romanzo Ora d'aria, e nel 1999, nell'ambito del Premio Riccione, ha vinto il Premio Tondelli con la sua tesi di laurea sull'omonimo giornalista e scrittore. Nel 2014 ha vinto il Premio Letterario Boccaccio, con il romanzo Lisario o il piacere infinito delle donne, arrivato finalista al Premio Strega.
Svolge inoltre attività di formazione e divulgazione dal 1993; nel 2000 ha pubblicato un manuale sulla scrittura creativa Scrivere. Dalla scrittura creativa all'articolo di giornale. Guida ai mondi della parola scritta (coautore Antonio Emanuele Piedimonte) e conduce regolarmente attività di formazione chiamata Lalineascritta, una serie di laboratori di scrittura presso l'Associazione Culturale Aldebaran Park di Napoli; saltuariamente svolge corsi di scrittura fuori sede, come stage di scrittura creativa a Certaldo, in concomitanza del Premio Letterario Boccaccio, corsi di scrittura creativa presso la Fondazione UPAD, a Bolzano, corsi in occasione del laboratorio permanente su lettura e narrazione Ti racconto un libro, a Campobasso, e in occasione dell'evento letterario Il giardino dell’arte e della letteratura, a Bordighera. In collaborazione con l'Institut Français de Naples, Goethe Institut e Instituto Cervantes tiene annualmente una rassegna di incontri a tema letterario detta Strane coppie.

## Lisario o il piacere infinito delle donne
Il romanzo è edito Mondadori e ambientato nella Napoli del Seicento, in tono tragico e comico. È stato finalista al Premio Strega (nel 2014) e vincitore del Premio Letterario Boccaccio.

## Riconoscimenti
- (1997) Finalista al Premio Italo Calvino per gli esordienti, con il romanzo inedito Ora d'aria.[19]
- (1999) Vincitrice del Premio Pier Vittorio Tondelli, con la sua tesi di laurea su Pier Vittorio Tondelli.[9]
- (2002) Vincitrice del Premio Viadana con il romanzo Una lunga notte.[8]
- (2002) Vincitrice del Premio Fiesole Narrativa Under 40 con il romanzo Una lunga notte.[8]
- (2014) Finalista al Premio Strega con il romanzo Lisario o il piacere infinito delle donne.[11]
- (2014) Vincitrice del Premio Letterario Boccaccio con il romanzo Lisario o il piacere infinito delle donne.[10]

## Opere
- La caffettiera di carta. Inventare, trasfigurare, narrare: un manuale di lettura e scrittura creativa, Bompiani, 2021
- Asino chi legge. I giovani, i libri, la scrittura, ed. Guanda, 2010, ISBN 978-88-6088-161-8.
- Scrivere. Dalla scrittura creativa all'articolo di giornale. Guida ai mondi della parola scritta, coautore Antonio Emanuele Piedimonte, Edizioni Giuridiche Simone, 2000, ISBN 978-88-2441-719-8.
- Quaderno di scrittura creativa. Esercizi e suggerimenti per trovare e migliorare il tuo stile, Giunti Editore, ottobre 2024, ISBN 978-88-09-92496-3

### Romanzi
- Solo di uomini il bosco può morire, Aboca Edizioni, 2022, ISBN 9788855231572.
- Non leggerai, ed. Giunti, 2019, ISBN 978-8809871700.
- Morfisa (o l'acqua che dorme), ed. Mondadori, 2018, ISBN 978-88-0468-556-2.[20]
- La Madonna dei mandarini, Milano, NN Editore, 2015, ISBN 978-88-9925-310-3.
- Bestiario napoletano, ed. Laterza, 2015, ISBN 978-88-5812-032-3.
- Lisario o il piacere infinito delle donne, prima edizione Mondadori, 2014.
- La paura della lince, ed. Rogiosi, 2012, ISBN 978-88-8868-890-9; 2015, ISBN 978-88-69500-17-6.[21]
- Isole senza mare, ed. Guanda, 2009, ISBN 978-88-8246-509-4.
- Napoli sul mare luccica, ed. Laterza, 2006, ISBN 978-88-5810-270-1.
- L'amore, quello vero, ed. Guanda, 2005, ISBN 978-88-8246-862-0.
- Neronapoletano, ed. Guanda, 2004, ISBN 978-88-8246-492-9.
- Non è il paradiso, ed. Sironi, 2003, ISBN 978-88-5180-025-3.
- Una lunga notte, ed. Guanda, 2002, ISBN 978-88-8246-287-1.
- Il cielo capovolto, Avagliano Editore, 2000, ISBN 978-88-8309-038-7.
- Ora d'aria, 1997.
- La babilonese, Bompiani, 2024, ISBN 9788830107878

### Romanzi per ragazzi
- Nessun sogno finisce, illustrato da Giuseppe Palumbo, ed. Stoppani,  2007, ISBN 978-88-8612-451-5.
- Le vacanze di Emily, Edizioni Simone per la Scuola, 2004, ISBN 978-88-2448-851-8.

### Racconti
- Di fatto, una coppia racconto presente nell'antologia Se stiamo insieme, ed. Caracò, 2013, ISBN 978-88-9756-738-7.
- M'ama? Mamme, madri, matrigne oppure no antologia, coautrici Saveria Chemotti e Annalisa Bruni, Padova, ed. Il Poligrafo, 2008, ISBN 978-88-7115-590-6.
- Fonsino, Venezia, ed. Fondazione Querini Stampalia, 2007, SBN VEA073241.
- La città difficile. Venti racconti da e per Napoli, coautore Amato Massimiliano, Edizioni dell'Ippogrifo, 2006, ISBN 978-88-8898-628-9.[22][23]
- In terra straniera, di Antonella Cilento, Lia Polcari, Rita Bondioli e Valeria Pannuti, Napoli, ed. Eurograph, 1999, Codice SBN UBO1498300, seconda edizione del Premio Letterario Anibelle e la composizione delle nuvole.[24]

### Teatro
- Cafone!, opera drammatica, 2014.[25]
- “L’angelo della casa”, ovvero Emily Dickinson, 2012.[26]
- Itagliani!, opera drammatica, 2011, tratta dal romanzo L’amore, quello vero.[1]